# プラスアルファ (シューティングゲーム)
『プラスアルファ』 (PLUS ALPHA) は、ジャレコが1989年5月に発売した業務用ビデオゲーム。二人の少女戦士が戦闘機に乗って支配された7つの世界を救うために戦う、メルヘンな世界観が特徴の縦スクロールシューティングゲーム。
ジャレコのシステム基板「メガシステム1」の第6弾ソフト。
家庭用ゲーム機などには移植されていなかったが、2020年4月16日にアーケードアーカイブスでNintendo Switch版の、同年4月30日にPlayStation 4版の配信がされた。また、2006年には携帯電話用のゲームアプリとして、続編の『プラスベータ』 (PLUS BETA) が配信されている。

## 内容
本作は、少女戦士のセリアとルゥミィが、変身戦闘機パーマインとプリルに乗り、支配された７つの国々の大ボスを倒す内容となっており、1プレイヤー側の主人公には青髪ポニーテールの少女セリア、2プレイヤー側の主人公には金髪ショートカットの少女ルゥミィが割り当てられており、2人同時プレイも可能である。
難易度が当時としては低めに設定され、プレイヤーキャラクターを美少女とし、幻想的な世界観を持たせるなど、プレイヤー層を広げることを意図した作りになっている。
自機は8方向レバー1本とボタン2個によって操作する。ボタン1でショット（通常攻撃）、ボタン2で「ハイパー」と呼ばれるボンバーを発射する。
自機はプロペラ機のプーペラ、ジェット機のジター、ヘリコプターのヘリポの3種があり、ゲーム中にアイテムを取得することで変更することができる。自機の種類ごとに、ショットとハイパーの飛び方が異なる。
特定の敵を倒すとパワーアップアイテムなどが出現する。
道中に隠されている隠れキャラクターもある。出現ポイントを通過すれば少しだけ表示され、その上を5回通過すれば5000点ボーナスとなる。また、特定ポイントでボンバーを使えば、ボンバーアイテムが2個出現する場所がある。
ステージの最後に出現するボスキャラクターを撃破すると、ステージクリアとなる。
ステージ数は全7面で、2周目以降は3面からループする。
各ステージの間にはプレゼントゲームと呼ばれるミニゲームがあり、ステージクリア時に残っているハイパーの数だけ挑戦することができる。回転するパネルの絵柄を揃えると、パワーアップやボーナス得点などが獲得できるが、ハズレだとボンバー1発を消費し、大外れを引くと残り回数がどれだけ残っていても即刻終了となる。なお、ルーレットを止めるにはショットボタンかボンバーボタンのいずれかを使用する。それぞれのボタンのいずれが当り・ハズレかはあらかじめランダムで決まっているので狙うことは出来ない。
なお、ジャレコが後に発売した『妖精物語ロッド・ランド』および『ソルダム』は、本作と世界観を共有した作品となっている。

### ステージ
| 面 | ステージ名  | ボス         | ステージBGM |
| -- | ----------- | ------------ | ----------- |
| 1  | WIND CONTRY | KIADARTA     | 風の踊り子  |
| 2  | SEA COLONY  | MARTAN       | INTO BLUE   |
| 3  | FLOWER TOWN | ETTO・OH     | BIRD ISLAND |
| 4  | SNOW CONTRY | FUMYURA      | SUN COLOR   |
| 5  | SAND CITY   | BENATARWA・1 | LAST HEART  |
| 6  | DARK SODOM  | ZENIRSHI     | ALBORADA    |
| 7  | EDEN        | SEKIRO・PAPA | NEO BAROQUE |

## 移植版
| No. | タイトル       | 発売日        | 対応機種        | 開発元                | 発売元     | メディア                              | 備考 | 出典                          |
| --- | -------------- | ------------- | --------------- | --------------------- | ---------- | ------------------------------------- | ---- | ----------------------------- |
| 1   | プラスアルファ | 2020年4月16日 | Nintendo Switch | ハムスター (移植担当) | ハムスター | ダウンロード (アーケードアーカイブス) |      | [ 4 ] [ 5 ] [ 6 ] [ 7 ] [ 8 ] |
| 1   | プラスアルファ | 2020年4月30日 | PlayStation 4   | ハムスター (移植担当) | ハムスター | ダウンロード (アーケードアーカイブス) |      | [ 4 ] [ 5 ] [ 6 ] [ 7 ] [ 8 ] |

## スタッフ
- メインプログラム:PAPA♡SEKIYA(せきやひとし)
- キャラクタープログラム:MOTOKO
- スクロールプログラム:いがくら♡やすお(猪ヶ倉康雄)
- スペシャルプログラム:YUMA♡YOSHIDA(吉田明広)
- メインキャラクターデザイン:ROLLING.N
- キャラクターデザイン:OTAPPIE ETOH、U.KEIJIRO
- メインスクロールデザイン:NEKOMASA
- スクロールデザイン:MARKUN!、OTATUKU
- オープニングデザイン:NEKOMASA♡
- プレゼントデザイン:MARKUN、TAKAHASHI
- エンディングデザイン:OTATUKU♡ETOH
- サウンド:J・S・TAWADA(多和田吏)
- ボイスアクトレス:EPPIN HONDA
- サウンドプログラム:PANIC YUNMA
- ゲームデザイン:MOMONGA(森谷忠明)

## 評価
ゲーム誌『ゲーメスト』の企画「第3回ゲーメスト大賞」（1989年度）で、読者投票によりベストシューティング賞6位、年間ヒットゲーム50位を獲得している他、ベストキャラクター賞では本作のセリアが14位を獲得している。
ゲーム文化保存研究所のこうべみせは、ファンシーな世界観から『出たな!!ツインビー』の影響を受けたのかと思いきや、本作が先だったことを知って申し訳なかったと述べている。
こうべは、3つの自機がいずれも特定のタイプに特化した仕様となっている点について触れ、本当の意味で自分の好きな自機でプレイできる良さがあったと評価している。
また、こうべは、本作と同様のシステムを持つシューティングゲームの多くが高難易度であることについて触れ、本作を開発した時のジャレコには「やさしさ」というポリシーがあったのではないかと述べている。